# 移民加拿大
移民加拿大是指人们迁徙至加拿大，并最终在该国永久定居的过程。这些移民中的大部分成为加拿大公民。1947年后，加拿大国内移民法经历了很多重大的修改，特别值得一提的是《1976年入境法令》和2002年开始沿用至今的《入境及難民保護法令》。
在加拿大的移民可以分为四种：家庭原因移民（有直系亲属是加拿大居民），经济移民（熟练工人和行业人士），其他（因人道主义或体恤理由而接受的移民）以及避难者（逃避迫害、酷刑或残酷惩罚的人）。
目前，加拿大以具有宽松的移民政策而闻名，这一特点体现在加拿大的种族多元性上。根据加拿大统计局 2001年的统计数据，加拿大十万人以上的族群有34个，其他小族群不计其数。16.2%的人口属于有色人种：人数最多的是南亚裔（占总人口的4.0%）、华裔（3.9%）、黑人（2.5%）和菲律宾裔（1.1%）。而比例上超过有色人种的少数族裔是不列颠、爱尔兰和法国以外的白色人种，其中最多的是德国裔（10.18%）和意大利裔（4.63%），另外3.87%是乌克兰裔 ，3.87%是荷兰裔，3.15%是波兰裔。（“北美印第安人”是指可能包括来自美国和墨西哥的群体，但其中大部分不属于移民，占全国人口的4.01%。）其他白色少数族裔包括俄罗斯裔（1.60%）、挪威裔（1.38%）、葡萄牙裔（1.32%）和瑞典裔（1.07%）。

## 历史

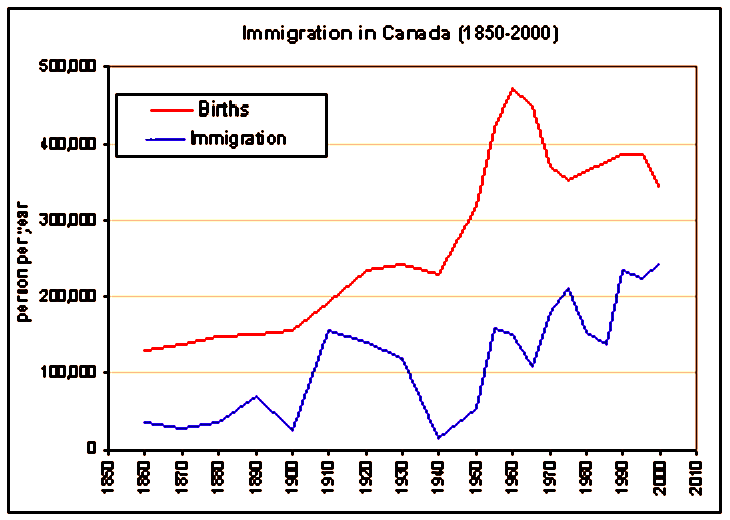
加拿大1850年2000年移民和出生情况

经过早期的不列颠、法国殖民统治， 在接近两个世纪的时间里，共有四波主要的移民定居潮。目前正在进行的是第五波。
第一波显著的加拿大外来移民潮延续了近两个世纪，这波移民潮主要是法国裔移民在魁北克省和阿卡迪亚缓慢有序地定居下来，同时也有小部分的欧美企业家和不列颠军人。随着逃离美国独立战争的亲英分子的大量涌入，这波移民潮才停息下来，这些移民主要是从美国中部濒临大西洋诸州迁徙到今天的安大略省南部、魁北克省东城、新不伦瑞克省和新斯科舍省。因清拆土地而来的苏格兰高地人也在此期间成为加拿大的土地所有者。
第二波移民潮来自不列颠和爱尔兰。1812年战争以后，加拿大殖民统治者鼓励移民在加拿大定居，包括曾在战争期间服役的不列颠正规军军人。殖民统治者担心美国人入侵，并且意图抵制魁北克的法语势力的影响，所以急于促使移民在有序地带沿新建成的木板路定居，这些地方属于人口稀疏的乡村，大部分在上加拿大（今日的安大略省）。第二波移民潮中爱尔兰人越来越多地迁徙到加拿大，并在1846年到1849年的爱尔兰大饥荒时达到顶峰，这次饥荒致使数十万爱尔兰人来到加拿大海岸，尽管其中很大一部分先后改道去了美国。
加拿大人外迁到美国的数量超过美国迁入加拿大的移民，这一点有据可查。但历史上也曾有短暂的几个时期，情况相反。举例来说，独立战争时期的亲英逃难者；卡里布/弗雷泽淘金热和之后的克朗代克淘金热期间也有很多美国淘金者在不列颠哥伦比亚和育空定居；20世纪初期和某些政治动乱、战争时期（如越南战争）有移民者从北部平原迁徙至北美大草原。
第三波移民潮主要来自欧洲本土，在第一次世界大战之前的1911年-1913年达到顶峰（1913年有超过40万移民）。第四波移民潮同样来自欧洲，这次发生在1957年，有28万2千人移民，这批数量可观的非英语、非法语人口使加拿大的文化更加多元化。例如， 乌克兰裔加拿大人占据乌克兰和俄罗斯以外最多的乌克兰人口。移民数量的下降也时有发生，特别是第一次世界大战和第二次世界大战期间，此外还有美国大萧条时期 。

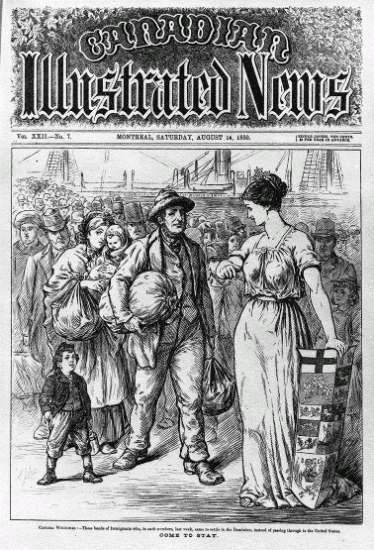
Come to Stay，1880年刊于《加拿大插画新闻》，内容涉及移民到“加拿大自治领”

20世纪70年代开始，来自第三世界的有色族裔成为移民中的压倒性多数。1967年移民法案进行了修订，这一情况受到了很大的影响，这一法案作为加拿大官方政策沿用多年。马尔罗尼执政时期，移民的许可标准被提高。到20世纪80年代末，第五波移民潮和之前相比略有增长（每年22万5千到27万五千）。目前大多数移民来自南非的英國裔與同樣是大英國協的印度人和來自中国、韓國的東亞移民，这一趋势有望继续保持。
1885年以前，限制移民主要是为了应对大股的移民潮而不是有计划的政治决策，并且至少在官方政策里没有专门针对某个群体或者民族。而在1885年，加拿大华人人头税法令首次通过，以应对为加拿大太平洋铁路工作的华人劳工的增长。1900年和1903年，人头税相继增高，限制了华人来到加拿大。1923年，政府通过了《华人移民法令》，在1923年到1947年间禁止华人进入加拿大。因历史时期对华人移民的歧视，2006年6月22日，加拿大政府进行了官方道歉声明，并宣布将对华人移民作出补偿。
2017发布的《胡润报告》称，中国富裕人群海外移民目的地国家中，美国是中国富豪最青睐的移民目的地，加拿大排名第二，英国名列第三。

## 影响
在很大程度上得益于移民，加拿大在2012年至2022年的平均GDP增长率超过2%，远高于七大工业国组织的平均水平1.4%。但是，快速移民带来的问题开始显现。加拿大央行难以把握新移民对经济增长的影响——移民对供求两端都有影响，但总体上导致了更高的利率需求；虽然移民有助于缓解劳动力短缺，但他们增加了消费支出和住房需求。尽管移民增加了年度GDP，但人均GDP自2016年第一季度以来仅增长了2.4%，而美国的增幅为11.7%。

## 延伸閱讀
- Adu-Febiri, Francis (2009), Succeeding from the margins of Canadian society: a strategic resource for new immigrants, refugees and international students （页面存档备份，存于）,  CCB Pub ISBN 9781926585277
- Carment, David; David Jay Bercuson, , McGill-Queen's Univ. Press, 2008, ISBN 9780773532960, （原始内容存档于2020-01-26）
- Kelley, Ninette; Michael J. Trebilcock,  2nd, University of Toronto Press, 2010, ISBN 9780802095367, （原始内容存档于2011-07-28）
- Kranc,, Benjamin A; Elena Constantin, , How To Books, 2004, ISBN 1857039297, （原始内容存档于2012-11-09）
- DeRocco, John F. Chabot. (2008) From Sea to Sea to Sea: A Newcomer's Guide to Canada （页面存档备份，存于） Full Blast Productions,  ISBN 9780978473846
- Driedger, Leo; Shivalingappa S. Halli, , University of Toronto Press, 1999, ISBN 0802042767, （原始内容存档于2020-01-24）
- Moens, Alexander; Martin Collacott, , Fraser Institute, 2008, ISBN 9780889752351, （原始内容存档于2020-01-24）
- Noorani, Nick; Sabrina Noorani, , Oxford University Press, 2008, ISBN 9780195428919, （原始内容存档于2012-11-09）
- Powell, John, , Facts On File, 2005, ISBN 0816046581, （原始内容存档于2020-01-24）
- Walker, Barrington, , anadian Scholars' Press, 2008, ISBN 9781551303406, （原始内容存档于2012-11-09）